# Curtea Domnească din Vaslui
Curtea Domnească din Vaslui, cunoscută și sub denumirea colectivă Curțile Domnești din Vaslui, este o curte domnească ridicată în Vaslui de domnul Moldovei Ștefan al II-lea, fiul lui Alexandru cel Bun. Conform unei alte teorii, curtea ar fi fost clădită chiar de Alexandru cel Bun. În urma Bătăliei de la Vaslui, câștigata de Ștefan cel Mare, acesta a ctitorit Biserica „Tăierea Capului Sfântului Ioan Botezătorul” în apropierea curții domnești.

## Ansamblul Curții Domnești de la Vaslui
Ansamblul Curții este compus din:
- ruinele cetății
- Biserica Tăierea Capului Sfântului Ioan Botezătorul din Vaslui
- situl arheologic[1]